# Cristian Chávez
Cristian Manuel Chávez (Pilar, 16 de junho de 1986) é um ex-meia argentino.

## Carreira

### Boca Juniors
O jogador Cristian Manuel Chávez que acabava de subir da categoria de base na metade de 2007 sem oportunidades no ano em 2008 veio a sua estréia no futebol, pelo Boca Juniors em um jogo contra o Rosario Central o jogo terminou em 1x1 e 10 jogos depois na ultima rodada do campeonato marcou seu primeiro gol contra o Tigre em um 6x2 fez o ultimo gol aos 82 minutos
Em sua temporada 2008–09 teve mais oportunidades algumas com titular foram 18 partidas no total sendo 16 no Campeonato Argentino marcando 3 gols e mais duas oportunidades pela Copa Libertadores.

### Lanús
Chavez integrou o Club Atlético Lanús‎ na campanha vitoriosa da Copa Sul-Americana de 2013.

## Estatísticas
Até 17 de abril de 2012.

### Clubes
| Clube             | Temporada         | Campeonato nacional | Campeonato nacional | Copa nacional[a] | Copa nacional[a] | Competições continentais[b] | Competições continentais[b] | Outros torneios[c] | Outros torneios[c] | Total | Total |
| Clube             | Temporada         | Jogos               | Gols                | Jogos            | Gols             | Jogos                       | Gols                        | Jogos              | Gols               | Jogos | Gols  |
| ----------------- | ----------------- | ------------------- | ------------------- | ---------------- | ---------------- | --------------------------- | --------------------------- | ------------------ | ------------------ | ----- | ----- |
| Boca Juniors      | 2006-07           | 3                   | 0                   | 0                | 0                | 0                           | 0                           | 0                  | 0                  | 3     | 0     |
| Boca Juniors      | 2007-08           | 10                  | 1                   | 0                | 0                | 6                           | 0                           | 0                  | 0                  | 16    | 1     |
| Boca Juniors      | 2008-09           | 16                  | 3                   | 0                | 0                | 6                           | 0                           | 0                  | 0                  | 22    | 3     |
| Boca Juniors      | 2009-10           | 26                  | 1                   | 0                | 0                | 0                           | 0                           | 0                  | 0                  | 26    | 1     |
| Boca Juniors      | 2010-11           | 35                  | 3                   | 0                | 0                | 0                           | 0                           | 0                  | 0                  | 35    | 2     |
| Boca Juniors      | 2011-12           | 29                  | 2                   | 6                | 0                | 6                           | 0                           | 0                  | 0                  | 41    | 2     |
| Boca Juniors      | 2012-13           | 11                  | 1                   | 0                | 0                | 2                           | 0                           | 0                  | 0                  | 13    | 1     |
| Boca Juniors      | Total             | 130                 | 10                  | 6                | 0                | 20                          | 0                           | 0                  | 0                  | 156   | 10    |
| Total na carreira | Total na carreira | 130                 | 10                  | 6                | 0                | 20                          | 0                           | 0                  | 0                  | 156   | 10    |

- a. ^ Jogos da Copa Argentina
- b. ^ Jogos da Copa Sul-Americana e Copa Libertadores
- c. ^ Jogos do Jogo amistoso

## Títulos
Boca Juniors
- Copa Libertadores da América: 2007
- Recopa Sul-Americana: 2008
- Capeonato Argentino (Apertura): 2008-09, 2011-12
- Copa Argentina: 2011-12

Lanús
- Copa Sul-Americana: 2013

Jorge Wilstermann
- Campeonato Boliviano: 2018 Apertura, 2019 Clausura